# Anne de Rohan-Chabot
Anne de Rohan-Chabot (1648 - Parijs, 4 februari 1709) was een Franse edelvrouwe uit het huis de Rohan. Ze was voor enige tijd de maîtresse van Lodewijk XIV van Frankrijk.

## Biografie
Anne de Rohan-Chabot werd geboren als het derde kind van Henri Chabot en Marguerite van Rohan. Op vijftienjarige leeftijd, op 17 april 1663, huwde ze met François de Rohan. Twee jaar later werd ze officieel gepresenteerd aan het Franse hof. Anne de Rohan-Chabot was vrouwe van Chabot suo jure en droeg haar titel over aan haar echtgenoot. In 1667 werd de titel verheven tot een prinsdom en waren ze prins en prinses van Soubise.
Ze kreeg in 1669 een verhouding met koning Lodewijk XIV van Frankrijk tijdens diens verblijf op het kasteel van Chambord. In januari 1674 werd ze een hofdame in de hofhouding van koningin Maria Theresia van Oostenrijk. Vijf maanden later beviel ze van een zoon, Armand Gaston Maximilien. Inmiddels was al reeds bekend dat Anne de Rohan-Chabot een verhouding had met de koning en werd er vermoed dat haar kind was verwekt door de koning. Omtrent deze zaak werd geen hard bewijs geleverd. François erkende ook dat het zijn kind was. De affaire tussen de koning en Anne de Rohan-Chabot eindigde in 1675.
Ze wist haar echtgenoot over te halen om het Hôtel de Guise van de hertogin van Guise te kopen. Het stadspaleis werd in 1700 aangeschaft en overleed aldaar in 1709 aan een verkoudheid.

## Nageslacht
- Anne Marguerite( 1664 – 1721), abdis van Jouarre
- Louis de Rohan (1666 – 1689)
- Constance Émilie (1667 – ?), gehuwd met Joseph I Rodriguez Tellez da Camara
- Hercule Mériadec, (1669 – 1749) ,prins van Soubise
- Alexandre Mériadec de Rohan (1670 – 1687)
- Henri Louis (1672 – 1693)
- Armand Gaston Maximilien (1674 – 1749) grotaalmoezenier van Frankrijk, aartsbisschop van Straatsburg
- Sophronie-Pélagie (1678 – ?), gehuwd Don Alphonso Francisco de Vasconcellos,
- Éléonore Marie (1679 – 1753), abdis van Origny
- Maximilien Gaston (1680 – 1706)
- Frédéric Paul Malo (1682)